# Agenda 2010
Agenda 2010 – plan reform niemieckiego systemu opieki społecznej oraz rynku pracy, stworzony i wprowadzany w życie w latach 2003–2005 przez rząd SPD – Związek 90/Zieloni.
Głównym orędownikiem zmian był stojący na czele rządu kanclerz Gerhard Schröder. Podczas wystąpienia w Bundestagu 14 marca 2003 zapowiedział on, że planowane zmiany mają doprowadzić do przyspieszenia wzrostu gospodarczego i zwiększenia zatrudnienia.
Nazwa programu nawiązuje do postanowień, jakie zapadły w 2000 roku podczas szczytu Unii Europejskiej w Lizbonie, zgodnie z którymi do roku 2010 Europa miała stać się najbardziej konkurencyjnym i najszybciej rozwijającym się regionem świata.